# Plagithmysus sulphurescens
Plagithmysus sulphurescens là một loài bọ cánh cứng trong họ Cerambycidae.